# トラバンコアリクガメ
トラバンコアリクガメ（学名: Indotestudo travancorica）は、リクガメ科インドリクガメ属に分類されるカメ。

## 分布
模式標本の産地（模式産地）はトリヴァンドラム周辺。種小名travancoricaは「トラバンコアの」の意で、和名や英名と同義。
インド（カルナータカ州、ケーララ州、タミル・ナードゥ州南西部）固有種

## 形態
最大甲長35.5センチメートル。メスよりもオスの方が大型になる。項甲板はない。後部縁甲板はやや鋸状に尖る。背甲の色彩は褐色。孵化直後からある甲板（初生甲板）は褐色か暗褐色で、初生甲板の周辺には不明瞭な暗色斑が入る個体が多い。腹甲は大型。左右の肩甲板の継ぎ目の長さ（間肩甲板長）は、左右の胸甲板の継ぎ目の長さ（間胸甲板長）の1.0 - 1.4倍と属内では中間的。腹甲の色彩は褐色。
上顎の先端は鉤状に尖り、頭部の色彩は白やピンク色で、眼や鼓膜の周辺は濃いピンク色。四肢や尾の色彩は黄褐色や褐色。
幼体は後部縁甲板の鋸状の突起が顕著だが、成長に伴い滑らかになる。オスは第2椎甲板後部が盛り上がる。またオスは眼や鼓膜の周辺の濃いピンク色がより顕著。

## 分類
属内の系統解析ではエロンガータリクガメに近縁とされ、単系統群を形成すると考えられている。
以前はセレベスリクガメのシノニム（インド南西部を原産として、スラウェシ島に人為分布された）とする説（そのため本種も含めたI. forateniiに対応する和名がトラバンコアリクガメとされていた）もあった。形態比較やミトコンドリアDNA内にあるシトクロムbの塩基配列解析による分子系統学の研究などにより、現在は本種を独立種とする説が有力。

## 生態
標高1,000メートル以下にある常緑広葉樹林などに生息し、岩が点在する環境を好む。主に薄明薄暮時に活動する。木の根元、岩や倒木の下を隠れ家にする。高温時や乾燥時には隠れ家で動かずに過ごす。
食性は植物食の強い雑食で、植物の葉、花、果実、タケノコ、キノコなどを食べる。また胃の内容物から昆虫やカエルが発見された例もある。
繁殖形態は卵生。堆積した落ち葉に、飼育下では1回に1 - 7個の卵を産んだ例がある。卵は飼育下で146 - 149日で孵化した例がある。

## 人間との関係
生息地では食用や薬用とされることもある。
開発による生息地の破壊などにより生息数は減少している。原住民に食用や薬用として採集される事もあるが、小規模な自家採集のみで生息数に影響を及ぼすほどではないと考えられている。法律で保護の対象とされ、採集は厳しく制限され輸出は禁止されている。